# Rogers Hornsby
Rogers Hornsby, Sr. (27 de abril de 1896 – 5 de janeiro de 1963), apelidado de "The Rajah", foi um jogador profissional de beisebol que atuou como infielder, técnico assistente e treinador e que jogou 23 temporadas na Major League Baseball (MLB). Jogou pelo St. Louis Cardinals (1915–1926, 1933), New York Giants (1927), Atlanta Braves (1928), Chicago Cubs (1929–1932) e St. Louis Browns (1933–1937). Hornsby teve  2.930 rebatidas e 301 home runs em sua carreira; seu aproveitamento no bastão de 35,8% é a segunda melhor, atrás apenas de Ty Cobb. Foi o MVP da National League (NL) duas vezes e ganhou a World Series de 1926.

## Outras referências
- Alexander, Charles C. (1995). Rogers Hornsby: A Biography. New York City: Henry Holt and Company. ISBN 0-8050-2002-0
- D'Amore, Jonathan (2004). Rogers Hornsby: a biography. Westport, Connecticut: Greenwood Publishing Group. ISBN 978-0-313-32870-1
- James, Bill (2001). The New Bill James Historical Baseball Abstract. New York City: Free Press. ISBN 0-684-80697-5
- Kavanagh, Jack (1991). Rogers Hornsby (Baseball Legends). New York City: Chelsea House Publications. ISBN 978-0-7910-1178-2
- Lowenfish, Lee (2009). Branch Rickey: Baseball's Ferocious Gentleman. Lincoln, Nebraska: University of Nebraska Press. ISBN 978-0-8032-2453-7
- Nemec, David; Wisnia, Saul (2000). 100 Years of Major League Baseball: American and National Leagues, 1901–2000. Lincolnwood, Illinois: Publications International, Ltd. ISBN 978-0-7853-4395-0
- Veeck, Bill (2001). Veeck as in Wreck: the autobiography of Bill Veeck. Chicago: University of Chicago Press. ISBN 978-0-226-85218-8
- Williams, Ted; Underwood, John (1969). My Turn at Bat: The Story of My Life. New York City: Simon & Schuster. ISBN 0-671-63423-2